# Envelope comum

A gigante vermelha (vermelha, à esquerda) preenche seu lóbulo de Roche (linha verde destacada) e inicia a tranferência de massa para a estrela de sequência principal (amarela, à direita). Na medida em que a transferência de massa se acelera, o núcleo da estrela maciça (cinza) e a estrela de sequência principal são engolfados em um envelope comum.

Em astronomia, um envelope comum denota uma fase brevíssima (se estendendo de meses a anos) na evolução de uma estrela binária na qual a maior das duas estrelas (a estrela doadora) dá início à transferência instável de massa para sua estrela companheira. A transferência de massa é instável quando o raio da estrela doadora se expande mais rapidamente ou se contrai mais rapidamente que sua órbita binária. Desse modo, a estrela doadora iniciará a transferência de massa quendo ela ultrapassar o seu lóbulo de Roche, e como consequência a órbita pode se contrair enquanto a estrela se expande, fazendo com que ela ultrapasse o lóbulo de Roche ainda mais, provocando a aceleração da transferência de massa, o que por sua vez faz com que a órbita se contraia mais rapidamente e a estrela doadora se expanda mais rapidamente e assim por diante. Isso leva ao processo descontrolado da transferência de massa altamente instável. O resultado disso será uma expansão mais acelerada do envelope da estrela estelar da doadora, que acabará por engolfar a estrela companheira. Daí o nome envelope comum.
Uma estrela doadora típica capaz de gerar um envelope comum é uma gigante vermelha, que possui um grande envelope convectivo e um núcleo compacto, geralmente degenerado. Devido à diferença em escala entre o envelope e o núcleo, o núcleo não participa na expansão do envelope estelar e na formação do envelope comum, e o envelope comum abrigará dois objetos: o núcleo da estrela doadora original e a estrela companheira. Esses dois objetos (inicialmente) continuarão o movimento orbital no interior do envelope comum. No entanto, acredita-se que devido às forças de dragagem no interior do envelope gasoso, os dois objetos perdem energia, trazendo-os para uma órbita mais próxima e consequentemente aumentando de maneira efetiva suas velocidades orbitais (a partir disso a energia cinética dos dois objetos aumenta, mas a energia potencial no potencional gravitacional da binária diminui mais do que isso, resultando em uma perda líquida de energia).  Supõe-se que a perda de energia orbital aqueça e expanda o envelope, e a fase do envelope comum como um todo termina quando o envelope é expelido para o espaço exterior, ou quando os dois objetos no interior do envelope se fundem e não há mais energia disponível para expandir ou mesmo expelir o envelope. Essa fase de contração da órbita dentro do envelope comum é conhecida como espiral para o interior.
A fase do envelope comum é um importante mecanismo na evolução de binárias próximas, sendo ainda pouco compreendida.  A maior parte dos astrofísicos traça o desfecho de um envelope utilizando a visão cartunística acima. Porém, na medida em que o poder de processamento dos computadores aumenta, modelos mais apropriados emergem, utilizando-se códigos hidrodinâmicos. Porém, ainda levará um tempo até que se possa gerar um modelo de um envelope comum descrevendo em detalhe a espiral para o interior, e mesmo esses cálculos demandarão tantos processamento de CPU que só poderão ser executados em casos especiais, mas não para grandes populações de estrelas.
Uma diferença importante que deveria ser destacada é aquela entre um envelope comum e uma binária de contato. Apesar de os dois termos parecerem similares podendo ser muitas vezes confundidos, o primeiro indica o processo dinâmicamente instável descrito acima, com uma escala de tempo de anos, ao passo que uma binária de contato constitui uma configuração estável em que duas estrelas em um sistema binário se tocam, cuja escala de tempo típica varia de milhões a bilhões de anos.